# مارك كريسبين
مارك كريسبين (بالإنجليزية: Mark Crispin)‏ هو مبرمج أمريكي، ولد في 19 يوليو 1956 في كامدن في الولايات المتحدة، وتوفي في 28 ديسمبر 2012 في بولسبو في الولايات المتحدة.